# Selin Akkulak
Selin Akkulak (Den Haag, 24 oktober 1996) is een Nederlands actrice. Zij speelde in diverse films en series, waaronder Pinksterprins, Sihame en Eén grote familie. 

## Levensloop
Akkulak heeft een gemengde Koerdisch-Armeens-Hindoestaans-Nederlandse afkomst. Op negenjarige leeftijd begon ze met toneelles en op haar elfde met zangles.
Akkulak maakte op twaalfjarige leeftijd, in oktober 2010, haar debuut als televisieactrice in de KRO-serie VRijland. Hierin vertolkte ze de rol van het personage Soraya Landvreugd tot en met 20 januari 2012. Datzelfde jaar was Akkulak te zien in de EO-serie Verborgen Verhalen.
In februari 2018 maakte Akkulak, na bijna zes jaar, haar terugkeer op televisie met haar hoofdrol als Noa de Wit in de AVROTROS-jeugdserie #Forever, ze vertolkte deze rol tot het einde van de serie in mei 2019. Na het stoppen van de serie was Akkulak datzelfde jaar te zien als Marla in de korte film Offbeat en als Bibi in de online-dramaserie Bad Influencer.
In de jaren die volgde was Akkulak in meerdere televisieseries te zien, waaronder Nieuw Zeer, Oogappels en Sihame, voordat ze de hoofdrol van Sumeya ging vertolken in de Videoland-serie Eén grote familie.
Naast haar werk als televisie- en filmactrice is Akkulak in verschillende theaterproducties te zien geweest, waaronder de voorstellingen Laura H., gebaseerd op het gelijknamige boek van journalist Thomas Rueb over een meisje dat haar geluk wilde vinden in het IS-kalifaat, en Age of Rage.

## Filmografie

### Film
- 2019: Offbeat, als Marla
- 2021: Forest, als meisje
- 2021: Cats and Dogs, als Cat
- 2025: Pinksterprins, als Rebecca Spronk

### Televisie
- 2010-2012: VRijland, als Soraya Landvreugd
- 2012: Verborgen Verhalen, als Jane
- 2018-2019: #Forever, als Noa de Wit
- 2018: Mocro Maffia, als Zeynep
- 2019: Bad Influencer, als Bibi
- 2020: Nieuw Zeer, als verschillende rollen
- 2021: Onze straat: Echo, als Indra
- 2021-2022: Oogappels, als Nilgün
- 2022: Van der Valk, als Naz Baykam
- 2022: Sihame, als Hatice
- 2022: FBI: International, als Leyla Kaplan
- 2023-heden: Eén grote familie, als Sumeya

## Theater
- 2016-2017: Building
- 2020-2021: Laura H.
- 2020-2021: Age of Rage
- 2022-2023: De affaires #2: De grijze campagne
- 2023-2024: Disgraced